# Уидешти (Сучава)
Уидешти (рум. Uidești) насеље је у Румунији у округу Сучава у општини Форашти. Oпштина се налази на надморској висини од 380 m.

## Становништво
Према подацима из 2002. године у насељу је живело 190 становника, од којих су сви румунске националности.